# Cauliflower Alley Club
Cauliflower Alley Club (в переводе с англ. — «Клуб "Аллея цветной капусты"») — это некоммерческая братская организация, включающая в себя информационный бюллетень и веб-сайт, в которую входят как отставные, так и действующие рестлеры и боксёры Северной Америки.
Основанная в 1965 году Майком Мазурки и Артом Абрамсом, организация проводит ежегодный ужин по случаю воссоединения, на котором традиционно присутствуют знаменитости и другие профессиональные спортсмены. Несколько исторических мест Голливуда были домом для проведения банкетов по случаю воссоединения, таких как клуб «Маскарад», отель «Рузвельт» и «Старая фабрика спагетти», а также «Ривьера» и лайнере Queen Mary.

## История
Cauliflower Alley Club был основан в 1965 году Майком Мазурки как братская организация рестлеров, боксёров и актеров. Фотография его сломанного уха («ухо-цветная капуста») стала логотипом организации. Первый ежегодный ужин по случаю воссоединения прошел в ресторане Baron’s Castle Buffet в Лос-Анджелесе, Калифорния. Клуб также ежегодно вручает многочисленные награды на ужине по случаю воссоединения.
Несколько известных бывших рестлеров были президентами клуба, включая Реда Бастьена, Ника Боквинкеля и нынешнего президента Брайана Блэра. У клуба есть «благотворительный фонд, который помогает людям из рестлинг-бизнеса в трудную минуту». Поступления в фонд собираются во время ежегодной встречи.